# 沃龍佐沃站
沃龍佐沃站（羅馬化：Vorontsovskaya）是莫斯科地鐵大環線的一個車站，2021年12月7日啟用。可換乘卡盧加站。